# Pompeii (bài hát)
"Pompeii" là một bài hát của ban nhạc người Anh quốc Bastille nằm trong album phòng thu đầu tay của họ, Bad Blood (2012). Nó được phát hành vào ngày 12 tháng 1 năm 2013 như là đĩa đơn thứ tư trích từ album bởi Virgin Records, đồng thời là đĩa đơn đầu tiên trong sự nghiệp của nhóm được phát hành rộng rãi trên toàn cầu, sau một loạt những đĩa đơn chỉ được phát hành giới hạn ở Vương quốc Anh. Bài hát được viết lời và sản xuất bởi giọng ca chính của Bastille Dan Smith, bên cạnh sự tham gia đồng sản xuất từ Mark Crew, cộng tác viên quen thuộc xuyên suốt sự nghiệp của họ. "Pompeii" là một bản indie rock kết hợp với những yếu tố từ synth-pop, trong đó tiêu đề và nội dung lời bài hát đề cập đến một thành phố cổ cùng tên ở Roma vốn đã bị phá hủy bởi vụ phun trào núi Vesuvius năm 79. Một bản phối lại của nó được thực hiện bởi Audien đã gặt hái một đề cử giải Grammy cho Thu âm phối lại xuất sắc nhất, Phi cổ điển tại lễ trao giải thường niên lần thứ 57.
Sau khi phát hành, "Pompeii" nhận được những phản ứng tích cực từ các nhà phê bình âm nhạc, trong đó họ đánh giá cao giai điệu tràn đầy năng lượng, chất giọng của Smith cũng như quá trình sản xuất nó. Ngoài ra, bài hát còn gặt hái nhiều giải thưởng và đề cử tại những lễ trao giải lớn, bao gồm đề cử tại giải Brit năm 2014 cho Đĩa đơn Anh quốc của năm và tại giải thưởng âm nhạc Billboard năm 2015 cho Top Bài hát Rock. "Pompeii" cũng tiếp nhận những thành công vượt trội về mặt thương mại với việc đứng đầu bảng xếp hạng ở Ireland, cũng như lọt vào top 10 ở hầu hết những quốc gia nó xuất hiện, bao gồm vươn đến top 5 ở những thị trường lớn như Úc, Áo, Ý, Ba Lan, Thụy Sĩ và Vương quốc Anh. Tại Hoa Kỳ, bài hát đạt vị trí thứ năm trên bảng xếp hạng Billboard Hot 100, trở thành đĩa đơn đầu tiên của nhóm vươn đến top 5 cũng như tiêu thụ được hơn 3.4 triệu bản tại đây. Tính đến nay, nó đã bán được hơn 10 triệu bản trên toàn cầu, trở thành một trong những đĩa đơn bán chạy nhất mọi thời đại.
Video ca nhạc cho "Pompeii" được đạo diễn bởi Jesse John Jenkins, trong đó bao gồm những cảnh Smith chạy trốn khỏi những người có vẻ ngoài kỳ lạ trên những con phố hiu quạnh ở Los Angeles, và cuối cùng đi đến Palm Springs ở California, được xem như hình ảnh ẩn dụ cho vụ phung trào núi lửa từng xảy ra ở Pompeii năm 79 khiến cả thành phố bị chôn vùi. Để quảng bá bài hát, nhóm đã trình diễn nó trên nhiều chương trình truyền hình và lễ trao giải lớn, bao gồm Conan, Dancing on Ice, The Ellen DeGeneres Show, Jimmy Kimmel Live!, The Jonathan Ross Show, Saturday Night Live và giải Brit năm 2014, nơi họ trình diễn một bản mashup với đĩa đơn năm 2013 của Rudimental và Ella Eyre "Waiting All Night", cũng như trong nhiều chuyến lưu diễn của họ. Được ghi nhận là bài hát trứ danh trong sự nghiệp của Bastille, "Pompeii" đã xuất hiện trong nhiều tác phẩm điện ảnh và truyền hình, như The Block, Coronation Street và Reign.

## Danh sách bài hát
| Tải kĩ thuật số 1. "Pompeii" – 3:34 2. "Poet" – 2:44 3. "Pompeii" (Tyde phối lại) – 4:22 4. "Pompeii" (Monsieur Adi phối lại) – 4:23 5. "Pompeii" (Alex Krazy phối lại) – 3:37 6. "Pompeii" (Audien phối lại) — 4:52 Đĩa 7" 1. "Pompeii" – 3:34 2. "Poet" – 2:44 | Đĩa CD 1. "Pompeii" – 3:34 2. "Pompeii" (Kat Krazy phối) – 3:36 Tải kĩ thuật số (Màn trình diễn tại giải Brit) 1. "Pompeii/Waiting All Night" (với Rudimental hợp tác với Ella Eyre)}} – 5:47 |

## Xếp hạng
| Bảng xếp hạng (2013-14)                    | Vị trí cao nhất |
| ------------------------------------------ | --------------- |
| Úc (ARIA)                                  | 4               |
| Áo (Ö3 Austria Top 40)                     | 3               |
| Bỉ (Ultratop 50 Flanders)                  | 3               |
| Bỉ (Ultratop 50 Wallonia)                  | 35              |
| Brazil (Billboard Brasil Hot 100)          | 34              |
| Brazil Hot Pop Songs                       | 13              |
| Canada (Canadian Hot 100)                  | 6               |
| Cộng hòa Séc (Rádio Top 100)               | 6               |
| Cộng hòa Séc (Singles Digitál Top 100)     | 30              |
| Đan Mạch (Tracklisten)                     | 21              |
| Pháp (SNEP)                                | 96              |
| Đức (Official German Charts)               | 6               |
| Ireland (IRMA)                             | 1               |
| Israel (Media Forest)                      | 4               |
| Ý (FIMI)                                   | 2               |
| Nhật Bản (Japan Hot 100)                   | 41              |
| Luxembourg Digital Song Sales (Billboard)  | 6               |
| Mexico Ingles Phát thanh (Billboard)       | 2               |
| Hà Lan (Dutch Top 40)                      | 14              |
| Hà Lan (Single Top 100)                    | 18              |
| New Zealand (Recorded Music NZ)            | 8               |
| Na Uy (VG-lista)                           | 13              |
| Ba Lan (Polish Airplay Top 100)            | 4               |
| Scotland (OCC)                             | 1               |
| Slovakia (Rádio Top 100)                   | 13              |
| Slovenia (SloTop50)                        | 36              |
| Thụy Điển (Sverigetopplistan)              | 6               |
| Thụy Sĩ (Schweizer Hitparade)              | 5               |
| Anh Quốc (OCC)                             | 2               |
| Hoa Kỳ Billboard Hot 100                   | 5               |
| Hoa Kỳ Adult Alternative Songs (Billboard) | 1               |
| Hoa Kỳ Adult Contemporary (Billboard)      | 11              |
| Hoa Kỳ Adult Pop Airplay (Billboard)       | 2               |
| Hoa Kỳ Alternative Songs (Billboard)       | 1               |
| Hoa Kỳ Dance Club Songs (Billboard)        | 1               |
| Hoa Kỳ Hot Rock Songs (Billboard)          | 1               |
| Hoa Kỳ Pop Airplay (Billboard)             | 3               |

| Bảng xếp hạng (2013)                   | Vị trí |
| -------------------------------------- | ------ |
| Australia (ARIA)                       | 15     |
| Austria (Ö3 Austria Top 40)            | 37     |
| Belgium (Ultratop 50 Flanders)         | 10     |
| Germany (Official German Charts)       | 29     |
| Ireland (IRMA)                         | 6      |
| Israel (Media Forest)                  | 67     |
| Italy (FIMI)                           | 10     |
| Netherlands (Dutch Top 40)             | 70     |
| Netherlands (Single Top 100)           | 54     |
| New Zealand (Recorded Music NZ)        | 25     |
| Sweden (Sverigetopplistan)             | 19     |
| Switzerland (Schweizer Hitparade)      | 44     |
| UK Singles (Official Charts Company)   | 11     |
| US Alternative Songs (Billboard)       | 15     |
| US Hot Rock Songs (Billboard)          | 25     |
| Bảng xếp hạng (2014)                   | Vị trí |
| Canada (Canadian Hot 100)              | 14     |
| Germany (Official German Charts)       | 16     |
| Israel (Media Forest)                  | 177    |
| Italy (FIMI)                           | 78     |
| Netherlands (Single Top 100)           | 75     |
| Sweden (Sverigetopplistan)             | 73     |
| UK Singles (Official Charts Company)   | 79     |
| US Billboard Hot 100                   | 12     |
| US Adult Alternative Songs (Billboard) | 17     |
| US Adult Contemporary (Billboard)      | 25     |
| US Adult Top 40 (Billboard)            | 2      |
| US Alternative Songs (Billboard)       | 8      |
| US Hot Dance Club Songs (Billboard)    | 30     |
| US Hot Rock Songs (Billboard)          | 1      |
| US Pop Songs (Billboard)               | 11     |

| Bảng xếp hạng                        | Vị trí |
| ------------------------------------ | ------ |
| UK Singles (Official Charts Company) | 49     |
| US Alternative Songs (Billboard)     | 42     |

## Chứng nhận
| Quốc gia | Chứng nhận  | Số đơn vị/doanh số chứng nhận |
| --- | ----------- | ----------------------------- |
| Úc (ARIA) | 4× Bạch kim | 280.000^                      |
| Bỉ (BEA) | 2× Bạch kim | 40.000‡                       |
| Canada (Music Canada) | 3× Bạch kim | 0*                            |
| Đức (BVMI) | 3× Vàng     | 750.000‡                      |
| Ý (FIMI) | 3× Bạch kim | 90.000*                       |
| México (AMPROFON) | Bạch kim    | 60.000*                       |
| New Zealand (RMNZ) | Bạch kim    | 15.000*                       |
| Thụy Điển (GLF) | 3× Bạch kim | 60.000‡                       |
| Thụy Sĩ (IFPI) | Vàng        | 15.000^                       |
| Anh Quốc (BPI) | 3× Bạch kim | 1.800.000‡                    |
| Hoa Kỳ (RIAA) | 6× Bạch kim | 6.000.000‡                    |
| Venezuela (APFV) | Vàng        | 5.000^                        |
| Streaming |             |                               |
| Đan Mạch (IFPI Đan Mạch) | 2× Bạch kim | 3.600.000^                    |
| Tây Ban Nha (PROMUSICAE) | Vàng        | 5.000.000‡                    |
| * Chứng nhận dựa theo doanh số tiêu thụ. ^ Chứng nhận dựa theo doanh số nhập hàng. ‡ Chứng nhận dựa theo doanh số tiêu thụ và phát trực tuyến. |             |                               |

## Lịch sử phát hành
| Nơi phát hành  | Ngày                 | Định dạng                                     | Nhãn hiệu        |
| -------------- | -------------------- | --------------------------------------------- | ---------------- |
| Vương quốc Anh | 5 tháng 2 năm 2013   | Tải kĩ thuật số                               | Virgin           |
| Vương quốc Anh | 5 tháng 2 năm 2013   | 7"                                            | Virgin           |
| Ý              | 5 tháng 3 năm 2013   | Contemporary hit radio                        | EMI              |
| Hoa Kỳ         | 25 tháng 6 năm 2013  | Modern rock radio                             | Virgin Capitol   |
| Đức            | 5 tháng 7 năm 2013   | CD                                            | Virgin           |
| Hoa Kỳ         | 9 tháng 9 năm 2013   | Adult album alternative radio                 | Virgin Capitol   |
| Hoa Kỳ         | 15 tháng 10 năm 2013 | Contemporary hit radio                        | Virgin Capitol   |
| Hoa Kỳ         | 29 tháng 10 năm 2013 | Hot adult contemporary radio                  | Virgin Capitol   |
| Vương quốc Anh | 19 tháng 2 năm 2014  | Tải kĩ thuật số ("Pompeii/Waiting All Night") | Brit Awards Ltd. |
| Vương quốc Anh | 31 tháng 3 năm 2014  | Tải kĩ thuật số (Audien phối lại)             | Virgin           |
| Hoa Kỳ         | 31 tháng 3 năm 2014  | Tải kĩ thuật số (Audien phối lại)             | Virgin           |